# Gorybia separata
Gorybia separata är en skalbaggsart som beskrevs av Martins 1976. Gorybia separata ingår i släktet Gorybia och familjen långhorningar. Inga underarter finns listade i Catalogue of Life.